# Macrostylis prolixa
Macrostylis prolixa là một loài chân đều trong họ Macrostylidae. Loài này được Mezhov miêu tả khoa học năm 2003.